# 50 m stylem motylkowym
50 m stylem motylkowym – najkrótszy dystans w tym stylu. Jest to konkurencja nierozgrywana na igrzyskach olimpijskich.

## Mistrzostwa Polski
Obecny mistrz Polski:
- Konrad Czerniak (2021)[1]

Obecna mistrzyni Polski:
- Anna Dowgiert (2021)[2]

## Mistrzostwa świata(basen 50 m)
Obecny mistrz świata:
- Caeleb Dressel (2022)

Obecna mistrzyni świata:
- Sarah Sjöström (2022)

## Mistrzostwa świata(basen 25 m)
Obecny mistrz świata:
- Nicholas Santos (2018)

Obecna mistrzyni świata:
- Ranomi Kromowidjojo (2018)

## Mistrzostwa Europy
Obecni mistrzowie Europy:
- Szebasztián Szabó (2021)

Obecna mistrzyni Europy:
- Ranomi Kromowidjojo (2021)

## Rekordy Polski, Europy i świata (basen 50 m)
|           | Imię i nazwisko | Czas    | Miejsce ustanowienia | Data            |         |         |
| Kobiety   | Kobiety         | Kobiety | Kobiety              | Kobiety         | Kobiety | Kobiety |
| --------- | --------------- | ------- | -------------------- | --------------- | ------- | ------- |
| WR        | Sarah Sjöström  | 24,43   | Borås (Szwecja)      | 5 lipca 2014    |         |         |
| ER        | Sarah Sjöström  | 24,43   | Borås (Szwecja)      | 5 lipca 2014    |         |         |
| RP        | Anna Dowgiert   | 25,91   | Kazań (Rosja)        | 7 sierpnia 2015 |         |         |
| Mężczyźni |                 |         |                      |                 |         |         |
| WR        | Andrij Howorow  | 22,27   | Rzym (Włochy)        | 1 lipca 2018    |         |         |
| ER        | Andrij Howorow  | 22,27   | Rzym (Włochy)        | 1 lipca 2018    |         |         |
| RP        | Konrad Czerniak | 23,07   | Kazań (Rosja)        | 2 sierpnia 2015 |         |         |

## Rekordy Polski, Europy i świata (basen 25 m)
|           | Imię i nazwisko      | Czas    | Miejsce ustanowienia | Data                |         |         |
| Kobiety   | Kobiety              | Kobiety | Kobiety              | Kobiety             | Kobiety | Kobiety |
| --------- | -------------------- | ------- | -------------------- | ------------------- | ------- | ------- |
| WR        | Therese Alshammar    | 24,38   | Singapur (Singapur)  | 22 listopada 2009   |         |         |
| ER        | Therese Alshammar    | 24,38   | Singapur (Singapur)  | 22 listopada 2009   |         |         |
| RP        | Aleksandra Urbańczyk | 25,36   | Berlin (Niemcy)      | 6 sierpnia 2017     |         |         |
| Mężczyźni |                      |         |                      |                     |         |         |
| WR        | Nicholas Santos      | 21,75   | Budapeszt (Węgry)    | 6 października 2018 |         |         |
| ER        | Steffen Deibler      | 21,80   | Berlin (Niemcy)      | 14 listopada 2009   |         |         |
| RP        | Marcin Cieślak       | 22,08   | Olsztyn (Polska)     | 18 grudnia 2020     |         |         |